# Pastrana
Pastrana – miejscowość i gmina w Hiszpanii, w prowincji Guadalajara, w Kastylii-La Mancha, o powierzchni 95,7 km². W 2011 roku gmina liczyła 1070 mieszkańców.